# Словацкий вербуньк
Словацкий вербуньк (чеш. slovácký verbuňk; словац. verbunk) — народный сольный танец-импровизация молодых парней в чешском регионе Моравская Словакия и Словацкой Республики. Иногда исполняется в кругу группой людей. Танец включён в список Всемирного наследия ЮНЕСКО. Различные типы вербунка существуют главным образом в Моравии, южной части Западной Словакии, северной части Западной Словакии, недалеко от границы в Моравии. В восточной Словакии встречается «вербунк», носящий пародийную окраску. Название танца произошло от немецкого термина Werbung, означающего призыв на армейскую службу. 
Обычно для аккомпанемента вербунка используется музыка скрипки в размере 2/4 или 4/4 и умеренном темпе. Танец также исполняется под цимбальную или духовую музыку. Танец возник как рекрутский — с его помощью юноши старались доказать, что они готовы для военной службы, а также для того, чтобы произвести впечатление на местных девушек. У танца нет чёткой хореографии. Его форма зависит от выбора самого танцора. Говорят, что «вербуньку невозможно научиться, но что словацкие мальчики рождаются с вербуньком в крови». Во время исполнения исполнения танца юноша является одновременно и певцом. С увеличением темпа растет и число выполненных элементов танца: прыжки, приседания, вращение и хлопанье в ладоши. В дальнейшем мужчины танцевали его уже на праздниках, при сборе винограда и танцевальных забавах.
Аналогичный танец в Венгрии называется Вербункош.